# 連綿語
連綿語（れんめんご）は、中国語において、二音節からなる単純語（語源的に複数の要素に分割できない語）をいう名称。連綿詞（れんめんし）ともいう。多くの語では一音節目の頭の子音と二音節目の頭の子音が一致する双声、あるいは一音節目と二音節目で頭の子音以外が一致する畳韻を持ち、古代中国語におけるオノマトペに相当するものが多く含まれる。「逍遥」（めぐりあるく）や「酩酊」（酔っているさま）のように、一音節目と二音節目で、部首を同じくする形声文字を使って書くものが多いが、「猶予」や「参差」（ふぞろいな様）のようにそうでない語もある。また、古典では往々一つの語に複数の表記がある。たとえば「はう」という意味のホフクは、現代の日本語の文章では「匍匐」という表記を見ることが多いが、古典では、匍匐以外にも匍伏、蒲伏、伏服、俯伏などがある。さらに広義には固有語だけでなく借用語で二音節の単語も含む。
現代語では「乒乓（ピンポン）」（卓球）がそれにあたる。

## 現代の日本語で用いられることのある連綿語
- 靉靆（あいたい）：雲のたなびくさま。
- 曖昧（あいまい）：疑わしいさま。
- 齷齪（あくせく）：何かをするのに気をもみ急ぐさま。
- 軋轢（あつれき）：まさつ。
- 慇懃（いんぎん）：人に接する態度が丁寧で礼儀正しいさま。
- 饂飩（うどん）：食べ物の名。
- 臙脂（えんじ）：色の名。
- 鸚鵡（おうむ）：鳥の名。
- 膃肭（おっとつ）：膃肭臍（おっとせい）の一部として用いる。元来膃肭のみで動物をさす。
- 邂逅（かいこう）：出会う。サ変動詞として用いる。偶然性や一回性を強く暗示。
- 開闢（かいびゃく）：天地の始まり。
- 傀儡（かいらい）：原義はあやつり人形。比喩的にだれかにあやつられている人、国などを指す。
- 矍鑠（かくしゃく）：老人が壮健であるさま。
- 翡翠（かわせみ）：鳥の名。
- 飢餓（きが）：うえる。
- 欷歔（ききょ）：すすり泣くさま。
- 拮抗（きっこう）：互いに張り合うさま。
- 僥倖（ぎょうこう）：思いがけない幸運。
- 狡猾（こうかつ）：ずるいさま。
- 恍惚（こうこつ）：我を忘れてぼんやりとするさま。
- 荒唐（こうとう）：話が際限なく大きいさま。「荒唐無稽」＝でたらめなさま。
- 滑稽（こっけい）：本来は巧みな表現で人を言いくるめるさまを表す。日本では話がおどけていて、おもしろおかしいさま。
- 琥珀（こはく）：化石の名。
- 炬燵（こたつ）：暖房具の名。
- 顳顬（こめかみ）：もみあげの上部。
- 混沌（こんとん）：上下左右、全体と部分など、概念的な区別がなくとらえどころがないさま。現代の日本語ではやや転じて「無秩序」や「混乱した状態」を指す。
- 嵯峨（さが）：山が高く険しいさま。
- 珊瑚（サンゴ）：生物の名。
- 蹉跌（さてつ）：失敗すること。
- 惨憺（さんたん）：いたましく見るに忍びないさま。
- 忸怩（じくじ）：きまりが悪くて恥ずかしいさま。
- 桎梏（しっこく）：束縛となるもの。
- 嫉妬（しっと）：ねたみそねむこと。
- 鞦韆（しゅうせん）：ブランコのこと。
- 蹂躙（じゅうりん）：ふみにじること。
- 逡巡（しゅんじゅん）：あとずさりするさま。同じ場所でうろうろする。
- 憔悴（しょうすい）：疲れ切った顔つきのさま。
- 逍遥（しょうよう）：めぐり歩く、散策する。サ変動詞「逍遥する」として用いる。
- 鶺鴒（セキレイ）：鳥の名。
- 齟齬（そご）：くいちがうさま。「連絡の齟齬」のような名詞の用法しかなく、動詞また形容動詞としては用いられない。
- 咀嚼（そしゃく）：食物を噛み砕くこと。
- 魑魅（ちみ）：「魑魅魍魎」の一部として使われる。得体のしれない化け物、妖怪。
- 躊躇（ちゅうちょ）：何かを行うのをためらうさま。サ変動詞として用いられる。
- 丁寧，叮嚀（ていねい）：人への応対を軽んじないさま、作業がぬかりのないさま。
- 觝触（ていしょく）：法に触れること。
- 唐突（とうとつ）：突然なさま。
- 蟷螂（とうろう）：カマキリ。
- 髑髏（どくろ）：頭の骨。
- 徘徊（はいかい）：あちこちを歩き回るさま。サ変動詞として用いられる。
- 跋扈（ばっこ）：横暴にふるまうさま。
- 醗酵（はっこう）：糖の分解によりエネルギーを得る過程。
- 溌剌，溌溂（はつらつ）：原義は（地上におかれた魚が）はねるさまだが、現代の日本語では元気のあるさまの意味で用いる。
- 贔屓（ひいき）：原義では力を用いるさま、勇敢なさまを表す。日本語では力添えする、という意味に用いられる。
- 翡翠（ひすい）：宝石の名。
- 篳篥（ひちりき）：笛の一種。「篥」が「りき」という不規則な読みは、すでに平安時代からある。
- 誹謗（ひぼう）：他を悪く言うこと。
- 葡萄（ブドウ）：植物の名。借用語に由来。
- 辟易（へきえき）：たじろぐ。
- 霹靂（へきれき）：激しく鳴り響く雷。物事が突然起こることのたとえ。
- 鳳凰（ほうおう）：想像上の鳥。
- 咆哮（ほうこう）：大声で叫ぶさま。人がすごむさま。
- 彷徨（ほうこう）：あてもなくさまよい歩くこと。
- 彷彿、髣髴（ほうふつ）：原義はぼんやりと見えるさま。現代の日本語では「（～を）彷彿／髣髴とさせる」の形で用い、「何となく～を思わせる」「～を連想する」意味で用いる。
- 滂沱（ぼうだ）：泣くさま。
- 匍匐（ほふく）：はう。
- 酩酊（めいてい）：非常に酔っているさま。ものの様子を表すという意味上の理由から、連綿語の多くは古語においてはタリ活用の形容動詞であるが、現代の日本語での「酩酊」は、様子を表しているが例外的にサ変動詞として「酩酊する」の形で用いられる。
- 瑪瑙（めのう）：宝石の名。
- 魍魎（もうりょう）：「魑魅魍魎」（ちみもうりょう）の一部として用いられる。得体のしれない化け物、妖怪。
- 朦朧（もうろう）：ぼんやりとしているさま。現代の日本語では意識についていうことが多い。
- 模糊（もこ）：「曖昧模糊」とも。あいまいなさま、どろどろしたさま。
- 揶揄（やゆ）：からかう。
- 猶予（ゆうよ）：原義は「短時間」だが、現代の日本語では何かが行われるのを留保された（短い）時間を言う。
- 駱駝（らくだ）：動物の名。
- 磊落（らいらく）：気が大きくて、小さなことにこだわらないさま。
- 爛漫（らんまん）：花が咲き乱れるさま。光り輝くさま。
- 林檎（リンゴ）：植物の名。りむごむ＞りうごう＞りんご　となったもの
- 瑠璃（るり）：宝石の名。
- 怜悧（れいり）：賢いさま。
- 狼狽（ろうばい）：窮地に追い込まれ切羽つまる。進退きわまるさま。
- 轆轤（ろくろ）：器具の名。